# Actinotia radiosa
Actinotia radiosa is een vlinder uit de familie uilen (Noctuidae). De wetenschappelijke naam is voor het eerst geldig gepubliceerd in 1804 door Esper.
De soort komt voor in Europa.